# Gambler
«Gambler» es una canción interpretada por la cantante estadounidense Madonna, publicada como el segundo sencillo de la banda sonora de la película Vision Quest el 3 de octubre de 1985, por la compañía Geffen Records. Fue compuesta por Madonna y la producción estuvo a cargo de John «Jellybean» Benitez, a petición de la cantante. Sire Records, discográfica de la artista, decidió no publicar «Gambler» en Estados Unidos. El vídeo musical es un extracto de la misma película.
«Gambler» es una canción de tono optimista que combina elementos de la música disco y el synth pop y cuenta con instrumentos como tambores, palmadas electrónicas y percusiones, acompañados por bajos sintetizados y teclados. En la letra, Madonna afirma su propia independencia. El tema recibió reseñas variadas, pero fue un éxito comercial y alcanzó los diez primeros lugares en las listas de Australia, Bélgica, Irlanda, Italia, Noruega, Países Bajos y el Reino Unido. Madonna la interpretó en vivo una sola vez, en su gira The Virgin Tour (1985).

## Antecedentes y composición
Después de la grabación de «Crazy for You», el primer sencillo de la banda sonora de la película dramática Vision Quest (1985), Madonna le pidió a John «Jellybean» Benitez producir otra de sus propias canciones llamada «Gambler». Posteriormente, se incluyó en la banda sonora del filme, cuando el productor musical Phil Ramone consideró que podría usarla en los planos iniciales. Como la canción fue grabada en el sello Geffen, la administración de Sire Records, discográfica de Madonna, solicitó no ponerla a la venta en Estados Unidos pues temían que su disponibilidad comercial fuese perjudicial para los sencillos del álbum Like a Virgin y el otro tema distribuido por Geffen, «Crazy for You». Por lo tanto, «Gambler» nunca fue publicada o enviada a las radios de ese país, sino que estuvo disponible en Europa, el 3 de octubre de 1985, como el segundo sencillo de la banda sonora. El maxisencillo editado en el Reino Unido contiene la mezcla extended dance, la remezcla instrumental y la canción «Nature of the Beach» de Black N' Blue. El vinilo de siete pulgadas cuenta con la versión original y «Nature of the Beach». El vídeo es similar al de «Crazy for You»: Madonna interpreta la canción junto con escenas seleccionadas de Vision Quest. La artista filmó su actuación el 22 de noviembre de 1983, en la taberna Big Foot, en Spokane (Washington). Durante dos décadas, «Gambler» fue el único sencillo de Madonna totalmente compuesto por ella misma, hasta la publicación de «Hey You» en 2007. En una entrevista concedida a la revista Rolling Stone en 1991, la artista reveló que después de un tiempo le empezó a «dar pereza» componer canciones sin ayuda.
«Gambler» es una canción de tono optimista que combina elementos de la música disco y el synth pop y está compuesta en el estilo de las canciones del álbum debut de Madonna. Cuenta con instrumentos como tambores, palmadas electrónicas y de percusiones, acompañados de bajos sintetizados y teclados. La canción empieza con un estribillo de cuatro acordes, un breve verso de tres acordes y contiene un puente donde la voz de Madonna se oye en eco. Cerca del final, la coda de la canción utiliza una nueva secuencia musical, con la melodía silbada y la línea You can't stop me now («No puedes detenerme ahora») poniendo fin a los ecos. Según la partitura publicada en Musicnotes, se establece en un compás de 4/4, con un tempo de 100 pulsaciones por minuto. Está compuesta en la tonalidad de re menor y el registro vocal de Madonna se extiende desde las notas si♭3 a mi5 Sigue una progresión armónica de re menor–sol–re menor–sol–re menor–sol–la menor. En la letra Madonna afirma su independencia y su actitud temeraria con la vida ante un amante que, según ella, no sería capaz de entender o mantener su ritmo. En una entrevista comentó que el tema es sobre el punto de vista de la chica, «porque es una persona imparable. Ella no necesita realmente a este tipo».

## Recepción crítica
Rikky Rooksby, autor de The Complete Guide to the Music of Madonna, la comparó con la música de la banda Blondie y dijo: «El rápido pasaje a través de las distintas secciones no evita que la canción sea bastante ordinaria, pero termina lo suficientemente rápido. Un poco como una gastroenteritis, realmente». Alex Henderson de Allmusic la equiparó a «una joya ultra contagiosa que, por desgracia, no se encuentra en ninguno de los CD de la Chica Material [Madonna]» y opinó que «"Gambler" es una de esas canciones que deberían haber sido un gran éxito, pero no lo fueron, mientras que por contra, "Crazy for You" se elevó a las cimas de las listas». Alfred Soto de Stylus Magazine la describió como «una edición flashdance disco-punk» y afirmó que se trataba de «la canción más agresiva de la carrera de Madonna». Soto agregó: «"Gambler" es la única respuesta posible a una danza lenta que te deja tan insatisfecho como cinco minutos antes. Junto a "Into the Groove", merece la inmortalidad. [...] La música está adaptada para su voz, insistente, estridente, meneante; arrastra la voz en la línea You're just jealous 'cuz you can't be me ("Estás celoso, porque no puedes ser yo") como si fuera un dulce de licor de menta; mientras tanto los sintetizadores de Animotion le hacen volar la falda». The Motion Picture Guide de 1986 incluyó el tema como uno de los más destacados de la banda sonora. Robert Christgau, en su reseña a la banda sonora, le dio una opinión variada y comentó que «si te cansas con "Gambler",[...] harías lo mismo sin "Hungry for Heaven" de Dio y "Lunatic Fringe" de Red Rider». R. Serge Denisoff y William D. Romanowski, autores de Risky Business: Rock in Film, juzgaron que la canción parecía «forzada en la película con un desatascador sin preocuparse mucho de su pertinencia».
«Gambler» apareció en algunas listas de los mejores sencillos de la carrera de Madonna. Por ejemplo, en un ranking que ordenó todos los 78 sencillos de la artista hasta 2018, Ed Gonzalez de Slant lo incluyó en el puesto número 62 y opinó que «["Gambler"] es a lo que sonaría "Dress You Up" después de seis piñas con vodka. Enfurecida por una serie de avances fallidos, nuestra chica comienza a declarar su independencia, con el sentido de autocomplacencia de una ebria que [...] es, en el fondo, una proclamación de emancipación entre la asertividad de Madonna y de [John] Jellybean Benitez». En el mismo conteo, Jude Rodgers de The Guardian la ubicó en la posición 49 y la llamó «[una canción] incómoda pero agradablemente punky». Matthew Rettenmund, de Boy Culture, la incluyó en el número 25 de «La inmaculada percepción: cada canción de Madonna, de peor a mejor», una lista creada sobre las 221 pistas grabadas por la intérprete, desde sus primeros comienzos en 1980 hasta el año 2012. El equipo de redacción de Rolling Stone la ubicó en la 31.ª posición de las 50 mejores de la cantante y la llamó una «canción dance de sonido insistente». Por último, de las 100 mejores canciones de la intérprete, Andrew Unterberger de Billboard la calificó en el lugar 91 y mencionó que era «una maravilla», aunque sonara «como si se hubiese grabado en tan solo diez minutos». Además, afirmó que «marcó de manera no oficial el fin de la era Like a Virgin, antes de pasar a sonidos más maduros e importantes con True Blue».

## Recepción comercial
A diferencia de otros países de Europa, en el Reino Unido «Gambler» se publicó el 7 de octubre de 1985. Cinco días después ingresó en el puesto número 20 en la lista oficial del Reino Unido y alcanzó la cuarta posición dos semanas después; en total, estuvo presente en la lista catorce semanas. A finales de 1985, Madonna anotó otro récord con la canción, al convertirse en la primera solista en tener ocho sencillos en los diez primeros lugares de la lista británica en el periodo de un año. Obtuvo un disco de plata por la British Phonographic Industry (BPI), tras vender 200 000 copias, y según Official Charts Company la canción vendió 295 000 copias en ese país. En los demás mercados europeos, alcanzó los diez primeros puestos en las listas de Bélgica, Irlanda, Italia, Noruega y Países Bajos. En Suiza, Alemania y Francia ocupó las posiciones veintitrés, veinticinco y treinta y tres, respectivamente. En Australia, debutó en el conteo Kent Music Report en el puesto catorce y llegó hasta la décima posición. Por último, «Gambler» ocupó el 45.º lugar en la lista oficial de Nueva Zelanda.

## Interpretación en vivo
Madonna solo interpretó «Gambler» en vivo una vez, en la gira The Virgin Tour (1985), donde era la primera canción del segundo acto del espectáculo. Llevaba un micro top con flecos y una falda del mismo estilo, con el ombligo expuesto y varios crucifijos de diferentes tamaños, colgando de diferentes lugares. Al comenzar la introducción de guitarra, la cantante aparecía en el escenario lateral bailando enérgicamente, mientras unas luces intermitentes la iluminaban. Durante la interpretación, a veces se abría la chaqueta y se montaba en la estructura de acero presente en el escenario, y en el final saltaba al escenario principal desde el lateral. La actuación figuró en el álbum en vídeo Madonna Live: The Virgin Tour, filmado en el concierto de Detroit.

## Lista de canciones y formatos
| 7"  |                                       |          |  |
| N.º | Título                                | Duración |  |
| 1.  | «Gambler»                             | 3:54     |  |
| 2.  | «Nature of the Beach» (Black 'n Blue) | 3:45     |  |

| 12" |                                           |          |  |
| N.º | Título                                    | Duración |  |
| 1.  | «Gambler» (Extended Dance Mix)            | 5:34     |  |
| 2.  | «Instrumental Remix» (Instrumental Remix) | 3:55     |  |
| 3.  | «Nature of the Beach» (Black 'n Blue)     |          |  |

## Posicionamiento en listas y certificación
| País (Lista 1985–86)                  | Mejor posición |
| ------------------------------------- | -------------- |
| Alemania (Offizielle Deutsche Charts) | 25             |
| Australia (Kent Music Report)         | 10             |
| Bélgica Flandes (Ultratop)            | 10             |
| Francia (SNEP)                        | 33             |
| Irlanda (IRMA)                        | 3              |
| Italia (FIMI)                         | 3              |
| Noruega (VG-lista)                    | 9              |
| Nueva Zelanda (Recorded Music NZ)     | 45             |
| Países Bajos (Dutch Top 40)           | 9              |
| Países Bajos (Single Top 100)         | 7              |
| Reino Unido (UK Singles Chart)        | 4              |
| Suiza (Schweizer Hitparade)           | 23             |

| País (Lista 1985) | Posición |
| ----------------- | -------- |
| Italia (FIMI)     | 39       |

| País (organismo certificador) | Certificación |
| ----------------------------- | ------------- |
| Reino Unido (BPI)             | Plata         |

## Créditos y personal
- Madonna: voz, composición.
- John «Jellybean» Benitez: producción.
- Stephen Bray: arreglo.
- Greg Fulginiti: mezcla.
- John Kalodner: productor ejecutivo.

Créditos adaptados de las notas de la banda sonora.